# Soft Biometrics
I tratti Soft Biometrics sono fisici, comportamentali o caratteristiche tipiche dell'essere umano, che sono classificabili in predeterminate categorie stabilite dall'uomo. In contrapposizione al caso della Biometria classica queste categorie sono stabilite da tempo da parte dell'uomo con uno scopo identificativo. In altre parole i tratti Soft Biometric sono creati in maniera naturale e sono usati dall'uomo per distinguere i propri simili.

## Introduzione
La scoperta e formalizzazione dei tratti Soft Biometrics può essere attribuita senza errore ad Alphonse Bertillon. Egli, infatti, fu il primo a proporre un sistema di identificazione personale basato su tratti biometrici, morfologici e antropometrici.
I tratti più comuni che egli introdusse comprendevano: colore degli occhi, della pelle, della barba e dei capelli; forma e dimensione della testa; caratteristiche di corporatura quali altezza e peso; e anche una descrizione minuziosa di marchi indelebili quali nei congeniti, cicatrici o tatuaggi.
La gran parte di questi tipi di descrittori biometrici è tutt'oggi presente nelle varie categorie di Soft Biometrics.
Jain ha ultimamente riscoperto i tratti Soft Biometrics come insieme di caratteristiche che trasportano informazioni personali riguardo l'individuo in considerazione, sebbene questi tratti non siano adeguati a una piena identificazione in quanto mancano di potere discriminatorio e, per alcuni, permanenza.

## Tratti Soft Biometrics
Alcuni esempi di caratteristiche Soft Biometrics includono (ma non si limitano) le seguenti:
- di tipo Fisico: colore della pelle, degli occhi, dei capelli; presenza o meno di barba o baffi; altezza, peso.
- di tipo Comportamentale: andatura, dinamiche di scrittura.
- tipiche dell'uomo: colore dei vestiti; tatuaggi; presenza, forma, e descrizione degli accessori.

I tratti Soft Biometrics ereditano una parte dei vantaggi dei tratti Biometrici e in alcuni casi ne estendono le potenzialità. Alcuni dei vantaggi includono la non invadenza (in generale il soggetto non deve compiere azioni specifiche per la raccolta dei dati). Altri vantaggi sono l'efficienza computazionale e l'adattamento al linguaggio naturale umano. Inoltre non richiedono la registrazione, né il consenso né la cooperazione del soggetto osservato.